# Leyton (London Underground)

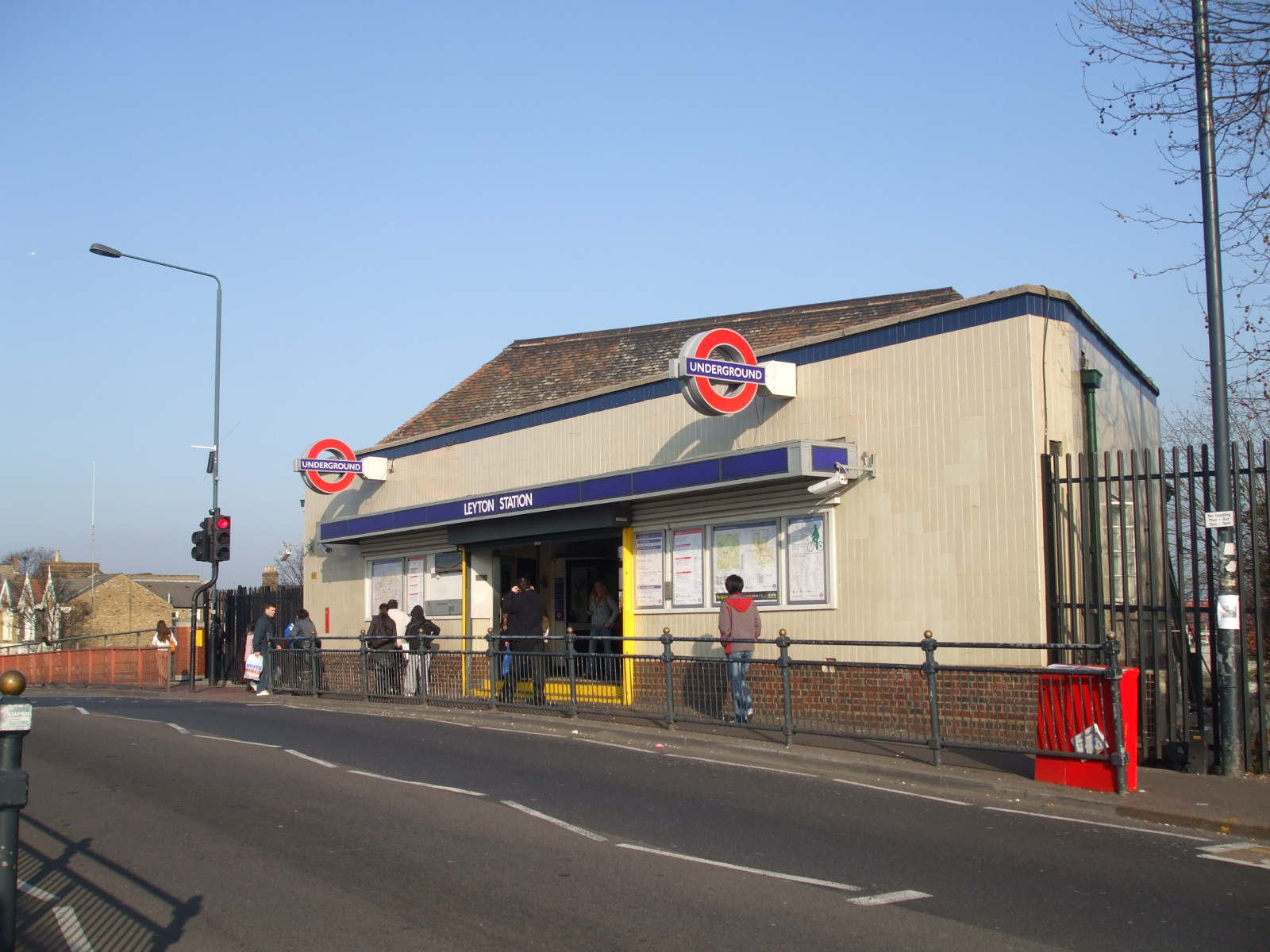
Stationsgebäude

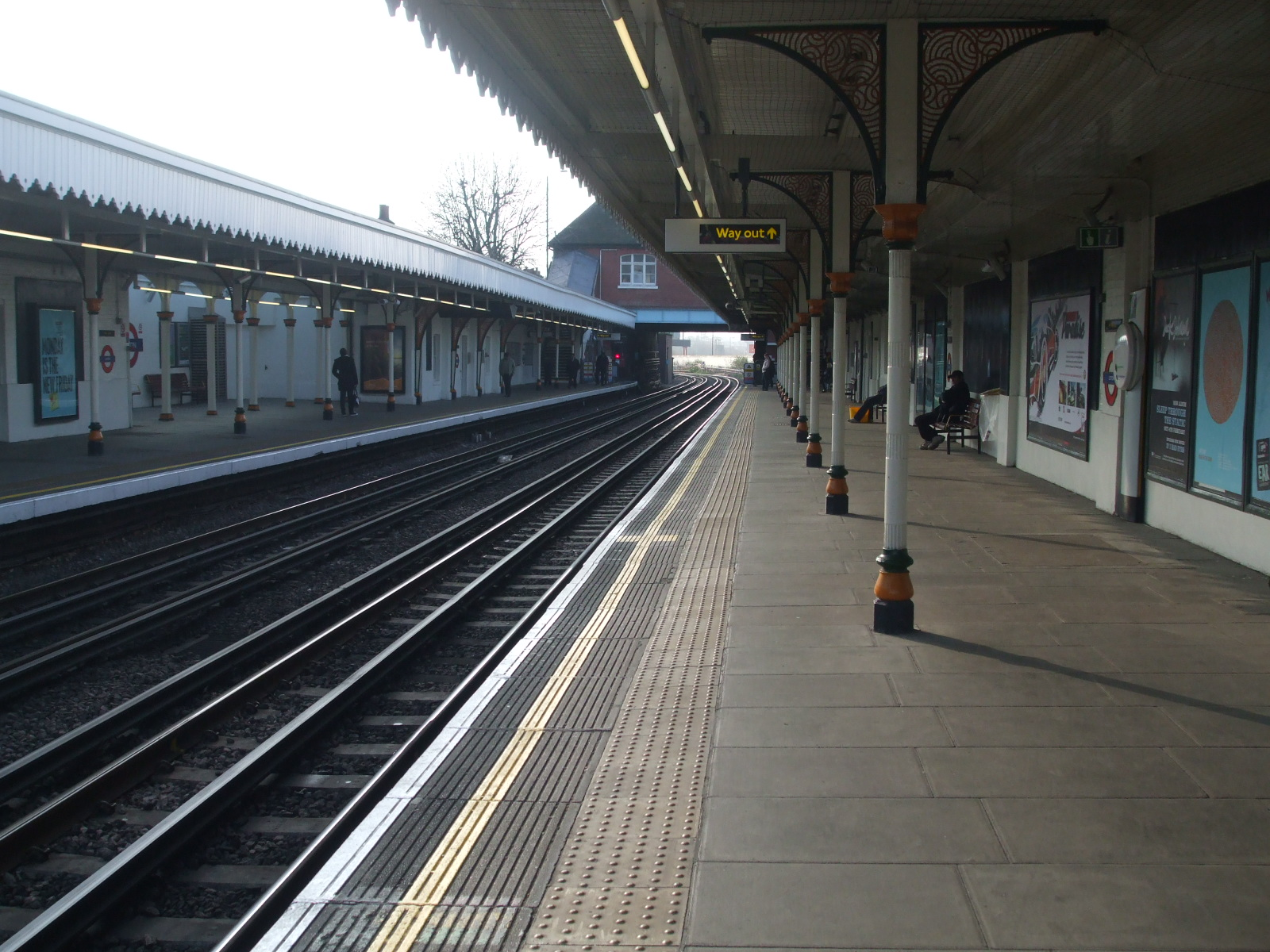
Bahnsteig

Leyton ist eine oberirdische Station der London Underground im Stadtbezirk London Borough of Waltham Forest. Sie liegt in der Travelcard-Tarifzone 3 an der Leyton High Street und wird von der Central Line bedient. Im Jahr 2014 nutzten 14,07 Millionen Fahrgäste diese von der Central Line bediente Station.
Die Eröffnung der Station erfolgte am 22. August 1856 unter dem Namen Low Leyton durch die Eastern Counties Railway (ECR), als Teil der neu erbauten Strecke von Stratford nach Loughton, die neun Jahre später bis Ongar verlängert wurde. Die Nachfolgegesellschaft der ECR, die Great Eastern Railway, änderte den Namen am 27. November 1868 in Leyton. Die heutigen Stationsbauten entstanden 1879, als die Anlage komplett umgebaut wurde. Unter anderem ersetzte man den niveaugleichen Übergang durch eine Fußgängerbrücke. Ab 1923 gehörte Leyton zur London and North Eastern Railway. Nach einigen baulichen Anpassungen wurde die Strecke, an der die Station liegt, am 5. Mai 1947 erstmals von Zügen der Central Line befahren.
In den 1990er Jahren entstand entlang der Bahnstrecke die mehrspurige Schnellstraße A12. Der nördliche Ausgang mit dem 1901 gebauten Schalterhäuschen musste dabei diesem Bauvorhaben weichen. Im Hinblick auf die Olympischen Spiele 2012 (in der Nähe liegt das nördliche Ende des Olympiaparks) erhielt der östliche Bahnsteig zwei neue Zugänge, womit die Kapazität der Station verdoppelt werden konnte.